# Lehbekerau
Die Lehbekerau (auch Lehbek-Au) ist ein Bach im Kreis Schleswig-Flensburg in der Landschaft Angeln in Schleswig-Holstein. Sie wird im Wasser- und Bodenverband Hunnau-Lehbeker Au mit der Gewässernummer B geführt. Sie entspringt als verrohrtes Fließgewässer in einem Acker 170 Meter nördlich des Gehöftes Altona im Ortsteil Wippendorf der Gemeinde Esgrus. Sie verlässt nach 226 Meter das Rohrsystem, um nach 283 Meter wiederum für 328 Meter in einem Rohr zu verschwinden. Sie fließt nach Norden zwischen den Waldgebieten Kreutz im Westen und Großkoppelholz im Osten in einem begradigten Bett durch intensiv landwirtschaftlich genutztes Gebiet. Vor dem Erreichen des Waldgebietes Großkoppelholz fließt die Lehbekerau für 220 Meter in einem Rohr mit 70 Zentimeter Durchmesser und kommt im Waldgebiet Tiergarten für 238 Meter wieder an die Oberfläche. Dann wendet sich der Bach nach Osten im weiteren Wechsel zwischen unter- und oberirdischem Verlauf und kommt nach Unterquerung der Alten Hauptstraße im Ortsteil Rundhof der Gemeinde Stangheck wieder an die Oberfläche. Die Lehbekerau unterquert im Ortsteil Magdalenenhof die Magdalenenhofer Straße (K 109), wendet sich nach Osten und bildet den nordwestlichen Rand des Waldgebietes Holmkjer im gleichnamigen Ortsteil der Gemeinde Gelting. Der Bach ändert seinen Lauf in Richtung Norden und durchquert den dem Bachlauf namengebenden Geltinger Ortsteil Lehbek und unterquert die Bundesstraße B 199. Nördlich des Geltinger Ortsteils Lehbekwiese mündet als rechter Nebenfluss die Gaarwangau in die Lehbekerau. Danach wird das gemeinsame Fließgewässer bis zur Mündung in die Ostsee in einigen Karten Gaarwangau genannt, aber im aktuellen Amtlichen Wasserwirtschaftlichen Verzeichnis des Landes Schleswig-Holstein als Lehbekerau bezeichnet, siehe auch Karte 1. Unmittelbar vor der Mündung durchströmt die Lehbekerau das Deichsiel des Ostseeschutzdeiches Deich Ohrfeld. Die Fließlänge der Lehbekerau beträgt 7,53 Kilometer, wovon 1,22 Kilometer verrohrt sind.
Nach der Unterquerung der B 199 liegt die Lehbekerau bis zur Mündung in dem im Jahre 1967 eingerichtetem Landschaftsschutzgebiet Flensburger Förde.

## Ökologie
Die Lehbekerau wird von der Bundesanstalt für Gewässerkunde (BfG) als Wasserkörper „Lehbekerau (Fließgewässer)“ mit der Kennung DERW_DESH_FF_10 geführt. Er wird vom Gewässertyp her als „Kiesgeprägte Tieflandbäche (LAWA-Typcode: 16)“ eingestuft. Er gilt nach § 28 Wasserhaushaltsgesetz (WHG) als „erheblich verändert“. Sein ökologisches Potenzial wird als „mäßig“ und sein chemischer Zustand als „nicht gut“ eingestuft. Letzterer wird damit begründet, dass die Grenzwerte der Umweltqualitätsnormen (UQN) bezüglich Nitrate, Bromierter Diphenylether (BDE), Quecksilber und Quecksilberverbindungen überschritten werden.
Entlang der Lehbekerau befinden sich fünf Messstellen Chemie/Biologie des Landesamtes für Umwelt des Landes Schleswig-Holstein (LfU SH), siehe auch Karte 2.

Bis zum Jahre 2028 muss gemäß europäischer Wasserrahmenrichtlinie (WRRL) für alle Gewässer in der Europäischen Union ein „guter“ ökologischer und chemischer Zustand erreicht werden.

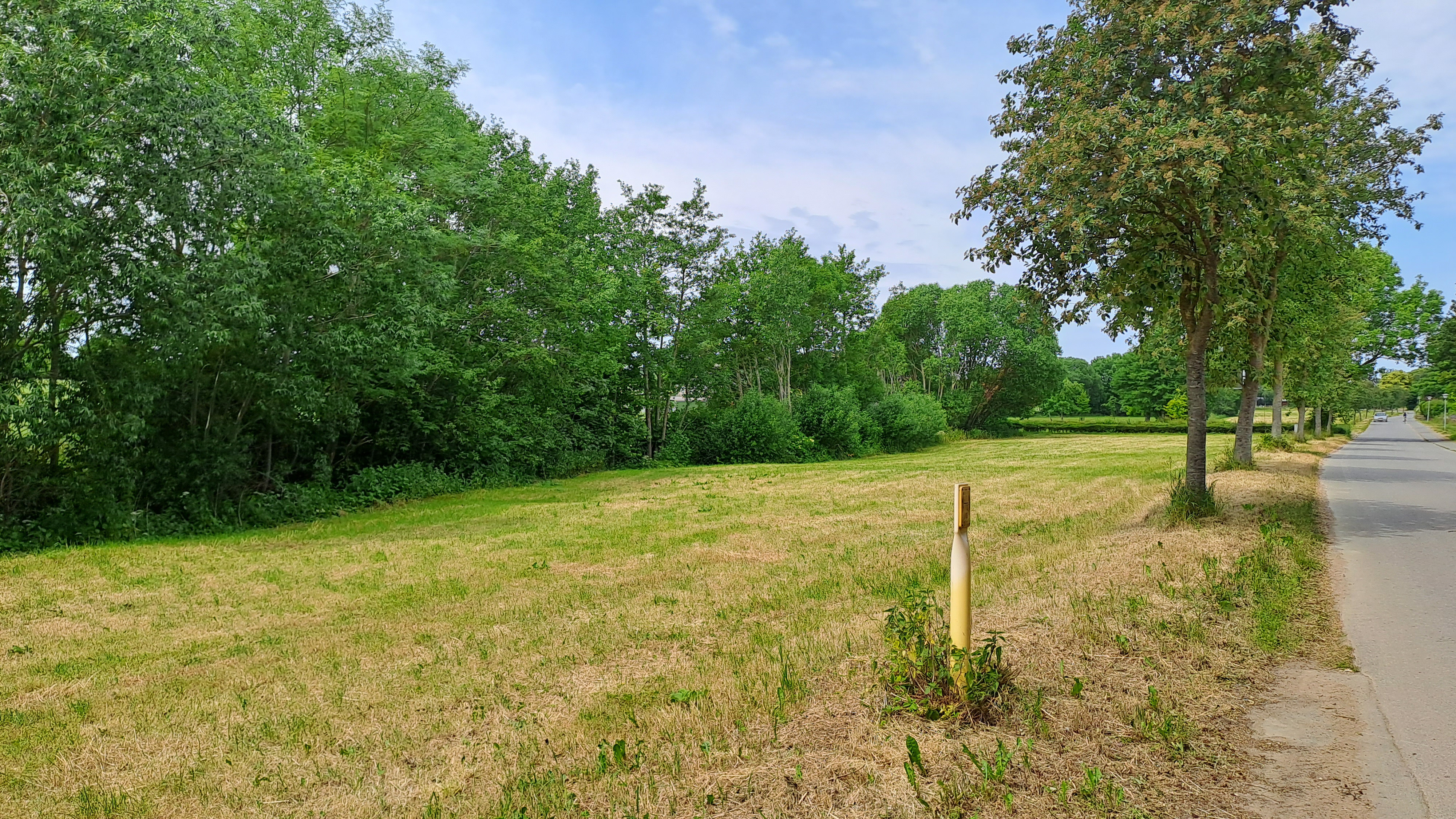
Lehbekerau in Lehbek
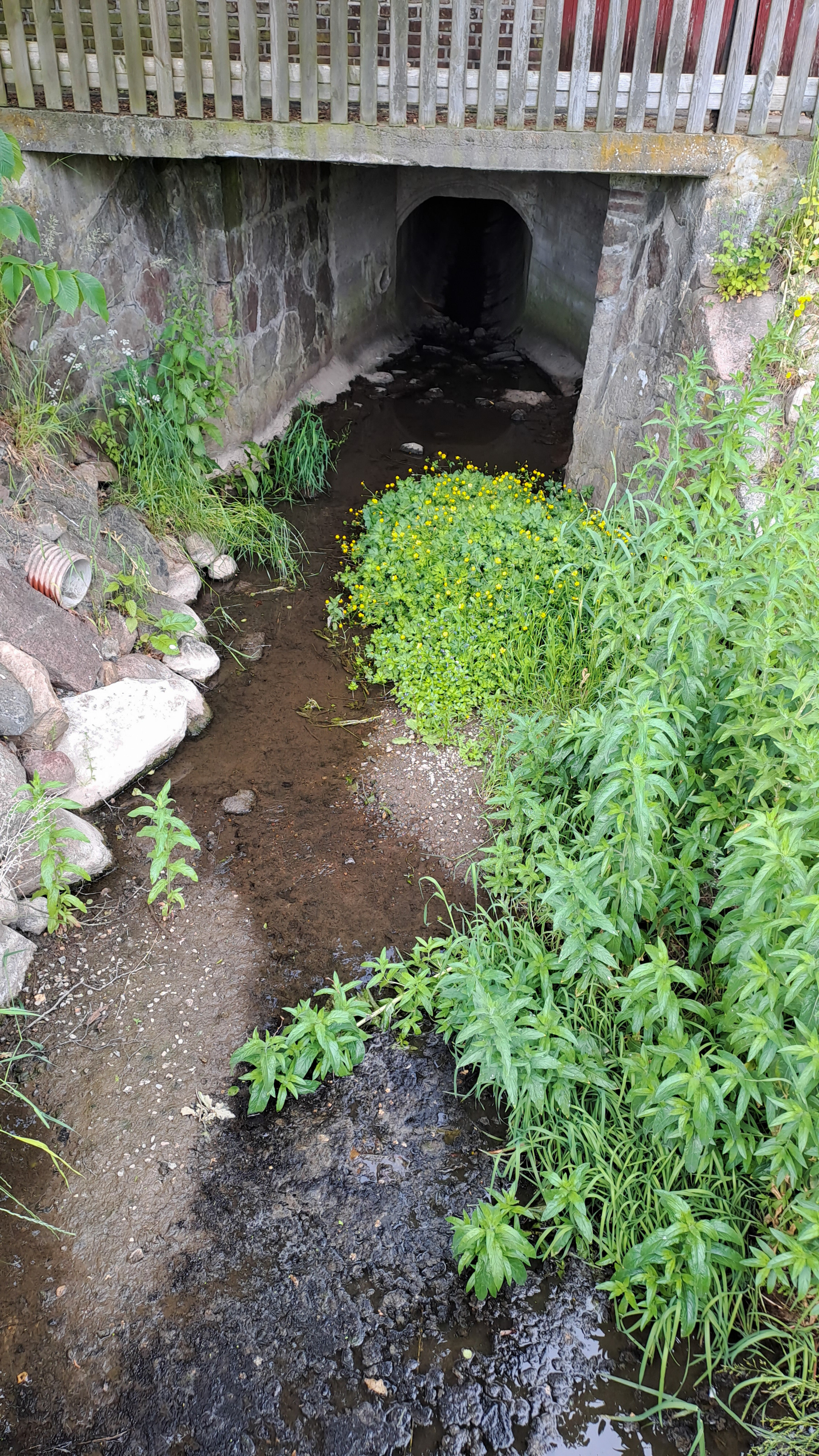
Lehbekerau vor der Unterquerung der Bundesstraße B 199 in Lehbek
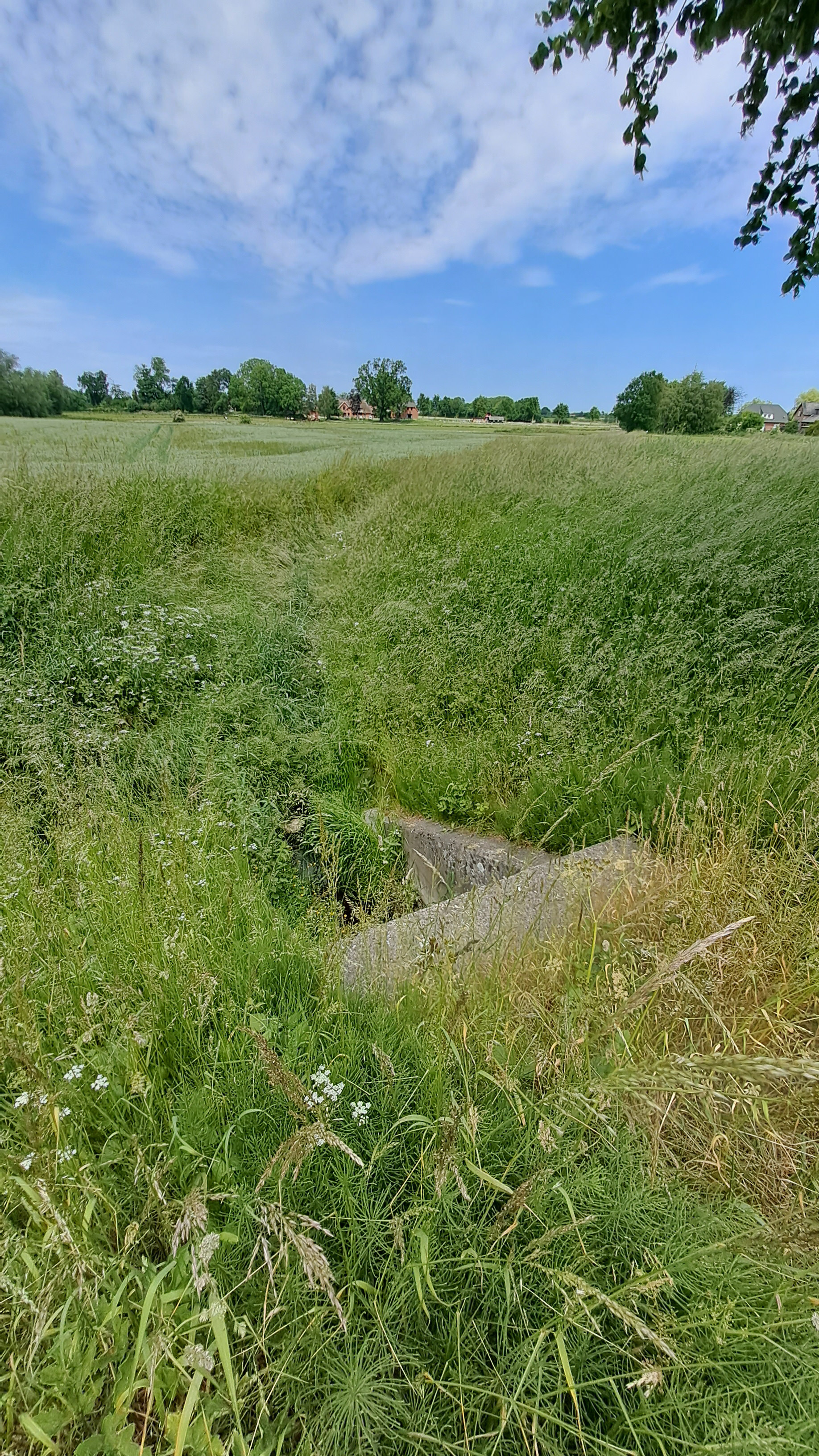
Lehbekerau nach der Unterquerung der Bundesstraße B 199 in Lehbek
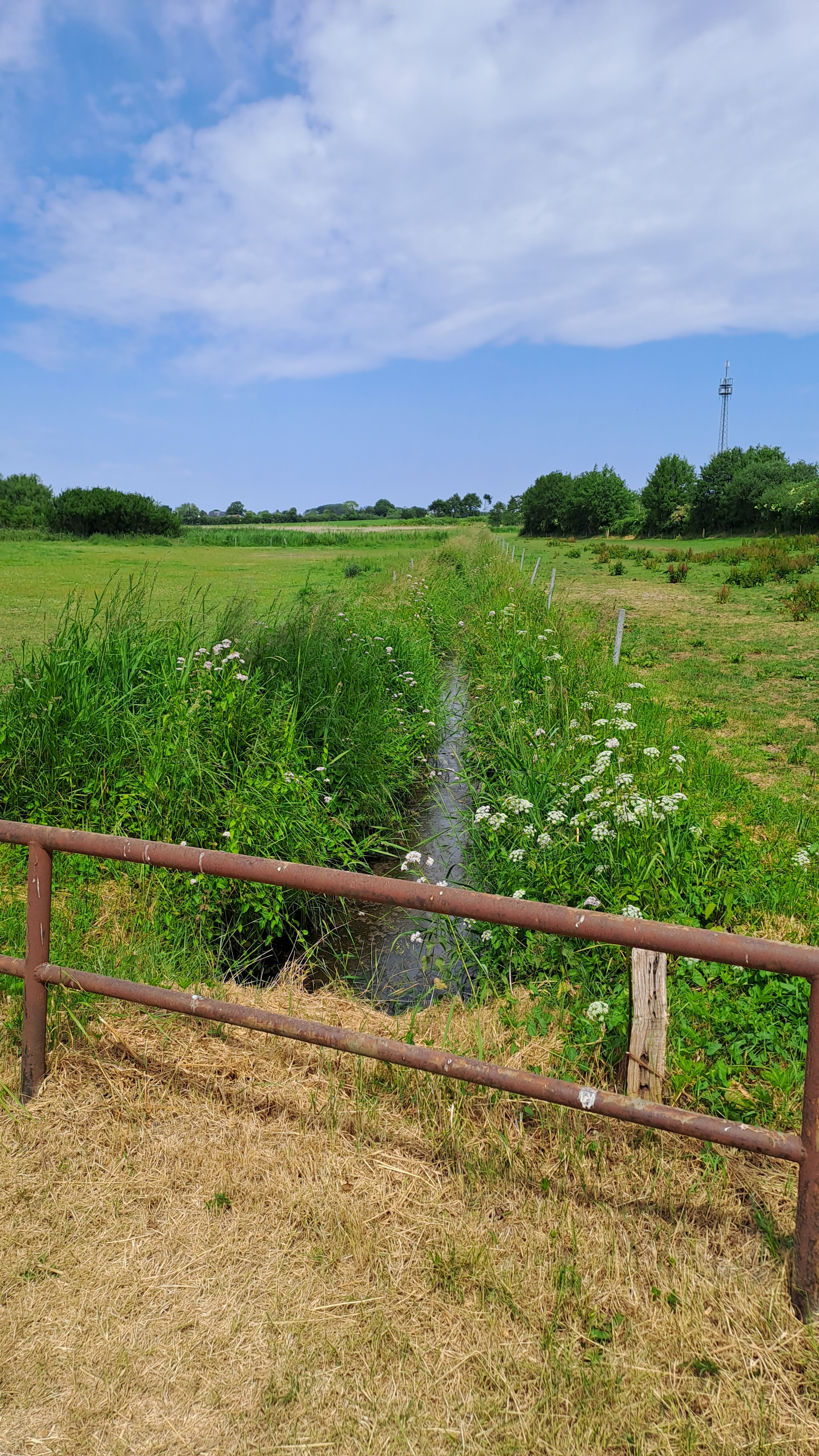
Lehbekerau bei Lehbekwiese
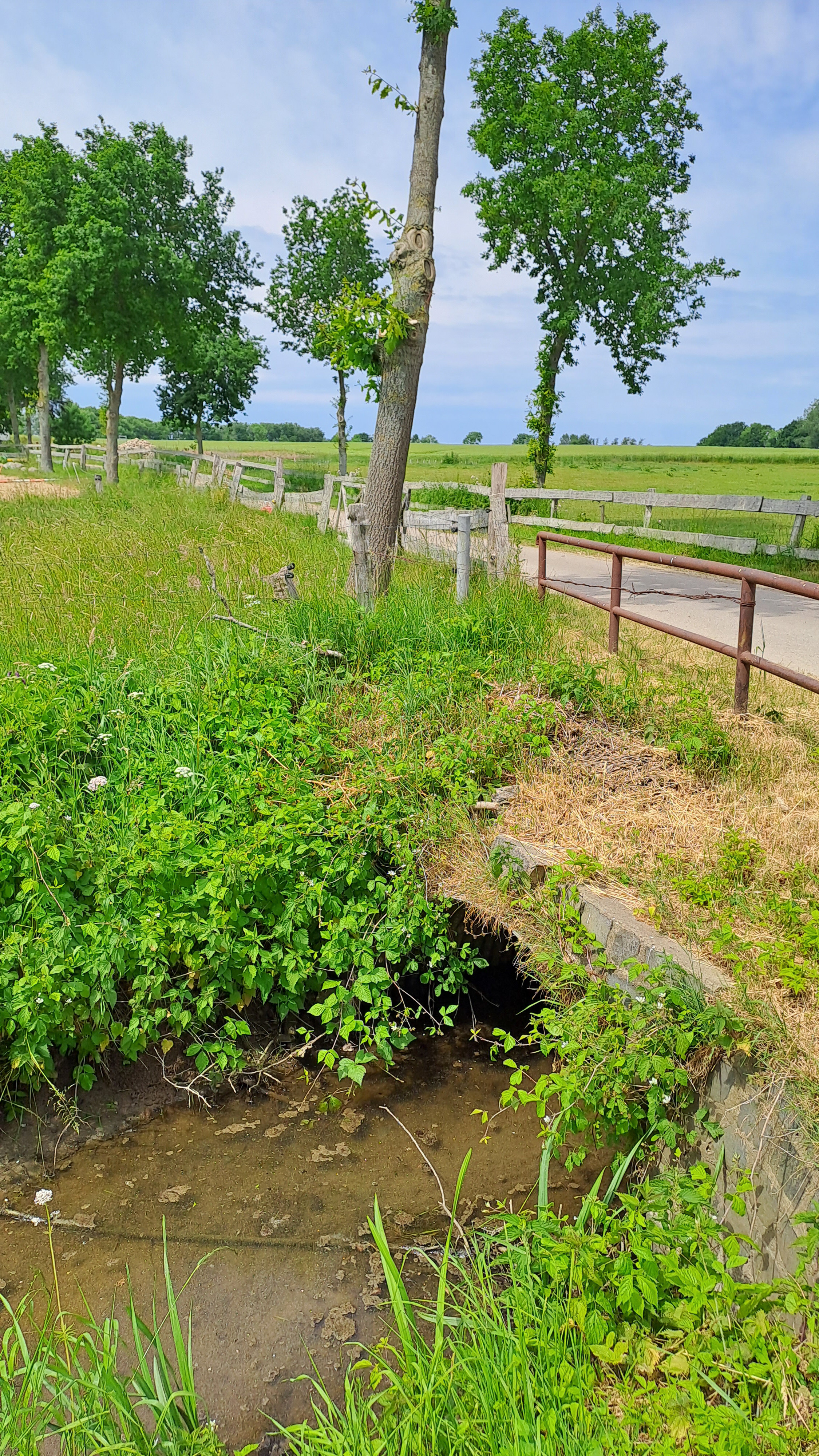
Lehbekerau bei Lehbekwiese
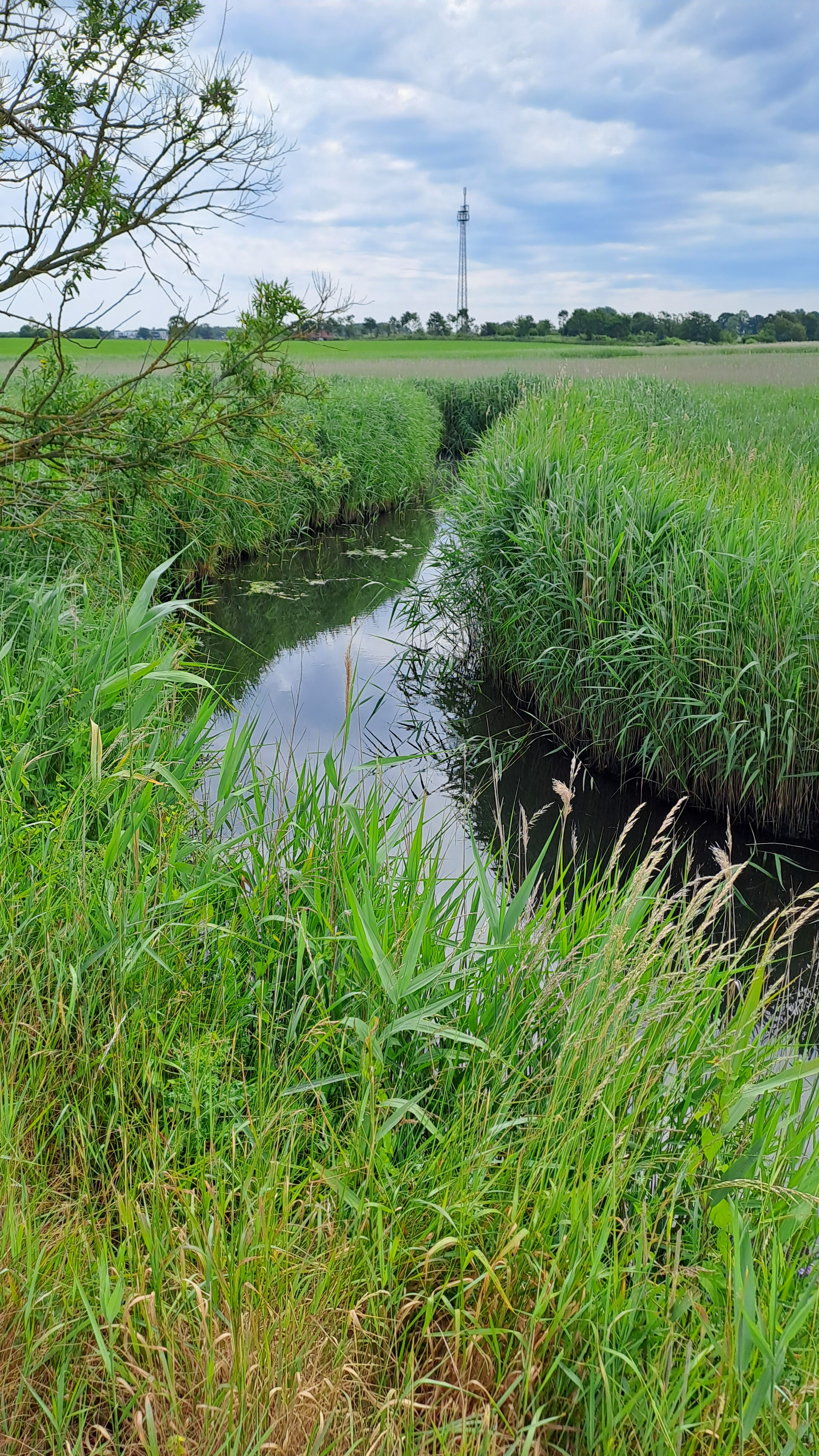
Lehbwekerau bei Wackerballig
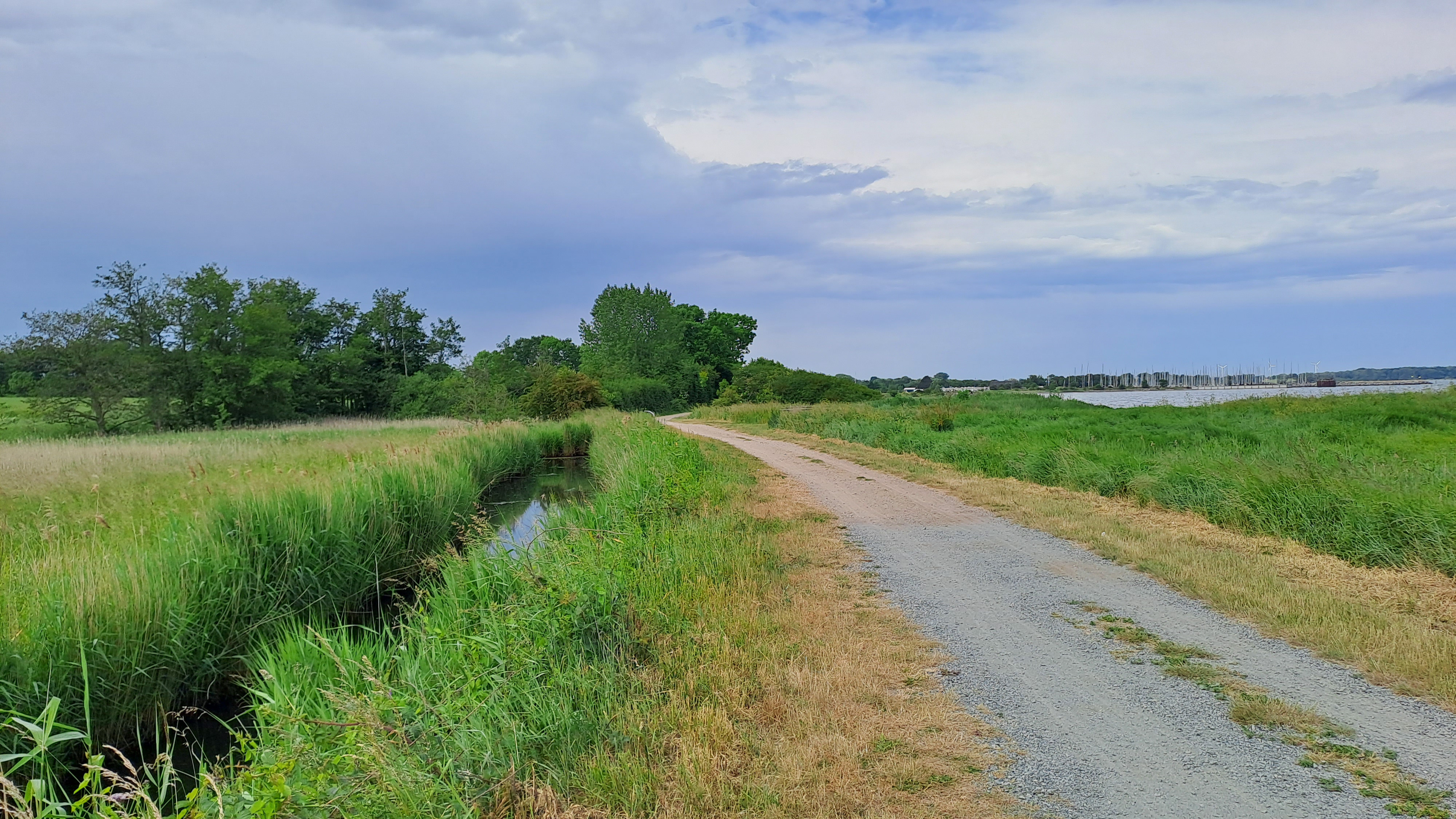
Lehbekerau kurz vor der Mündung
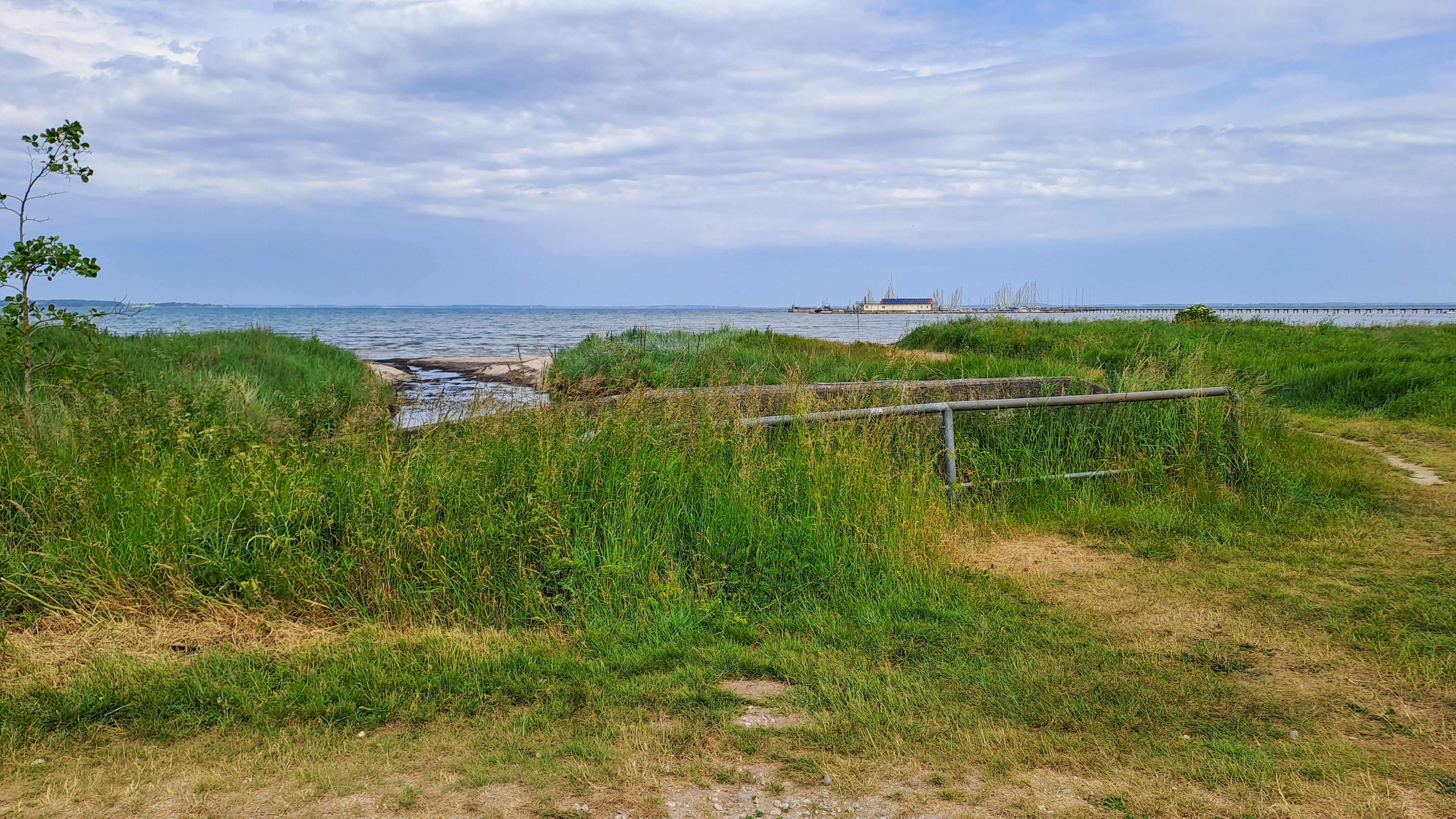
Mündung der Lehbekerau bei Wackerballig
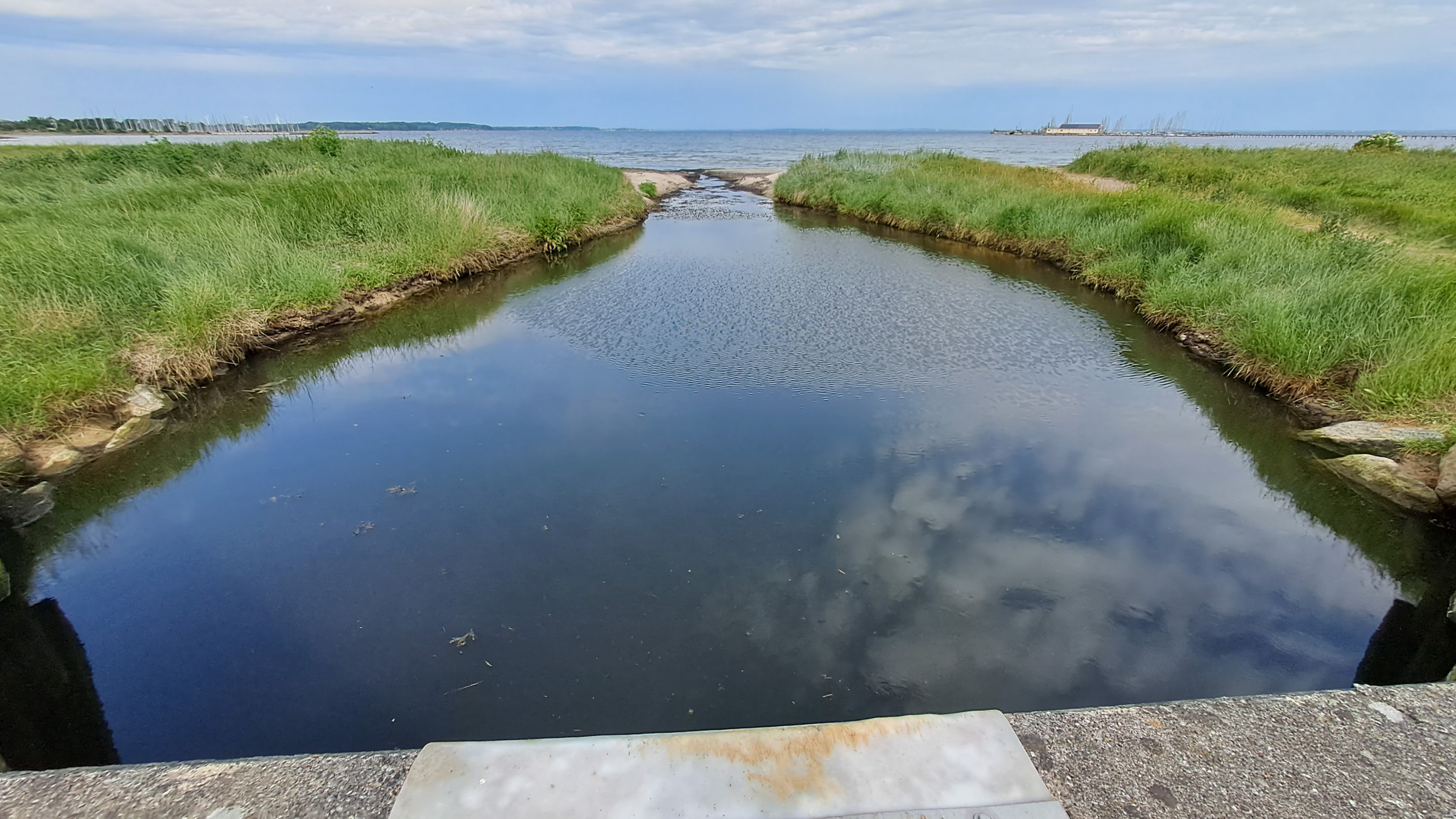
Mündung der Lehbekerau in die Ostsee
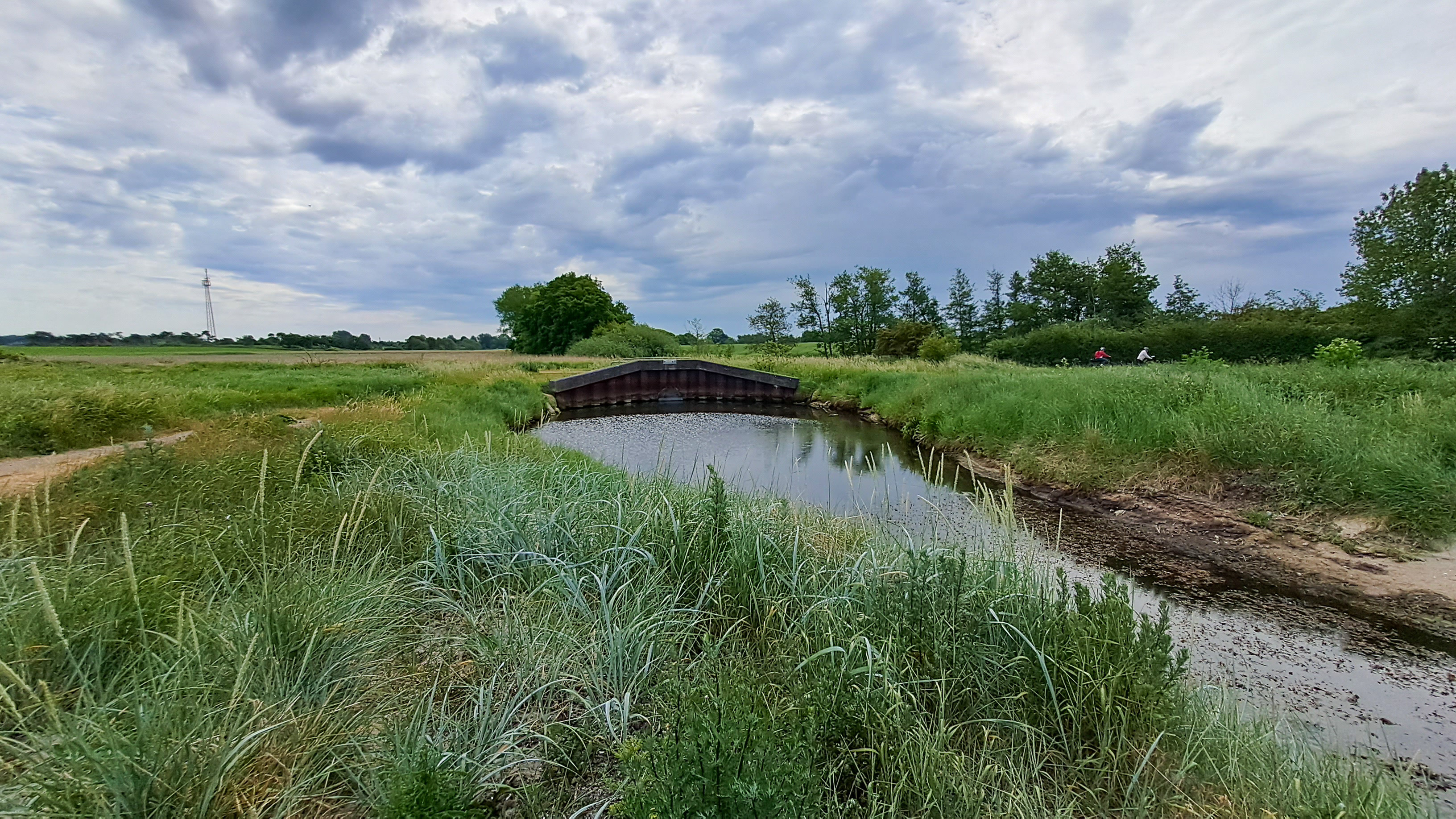
Lehbekerau hinter dem Deichsiel
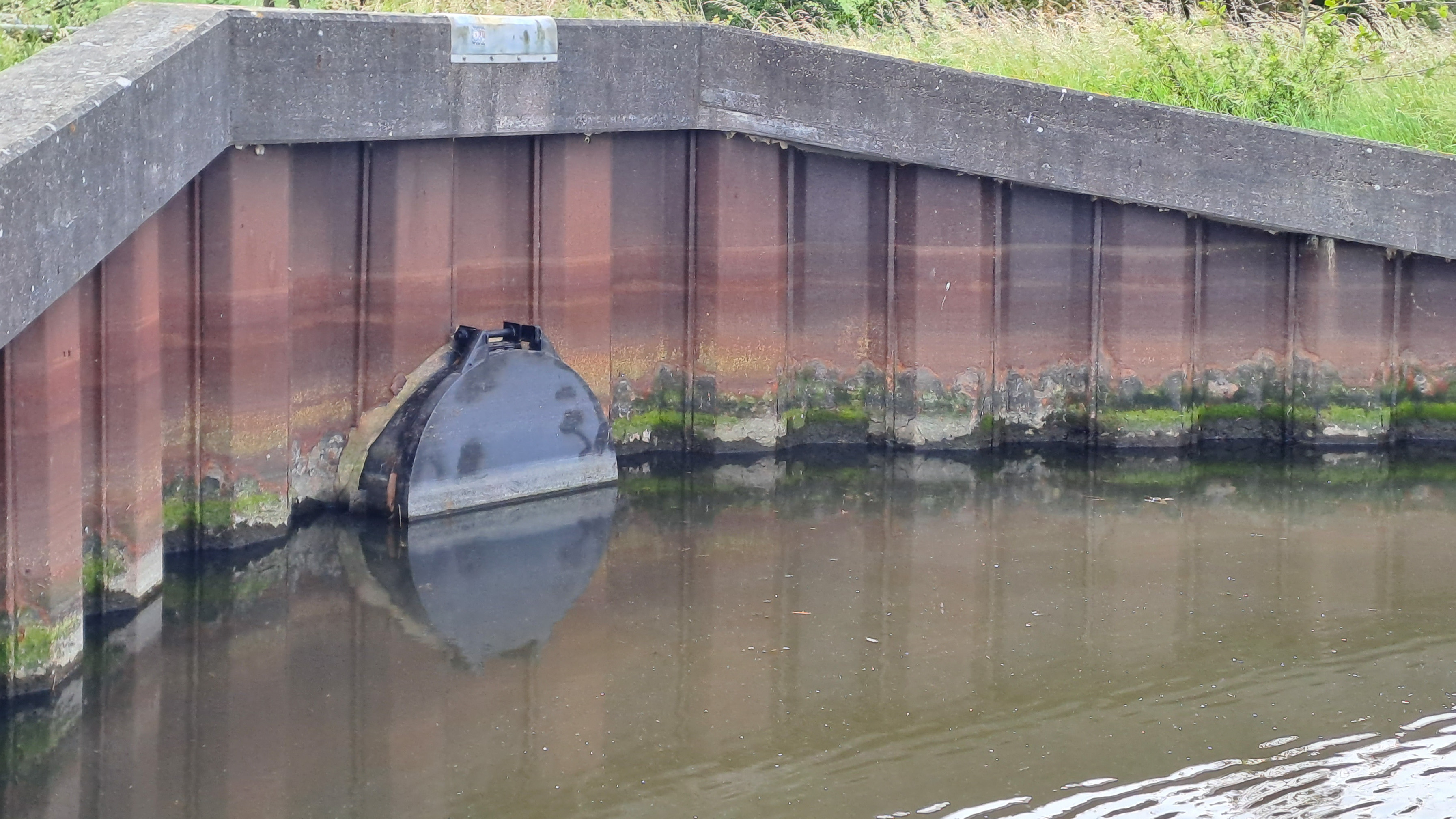
Deichsiel der Lehbekerau
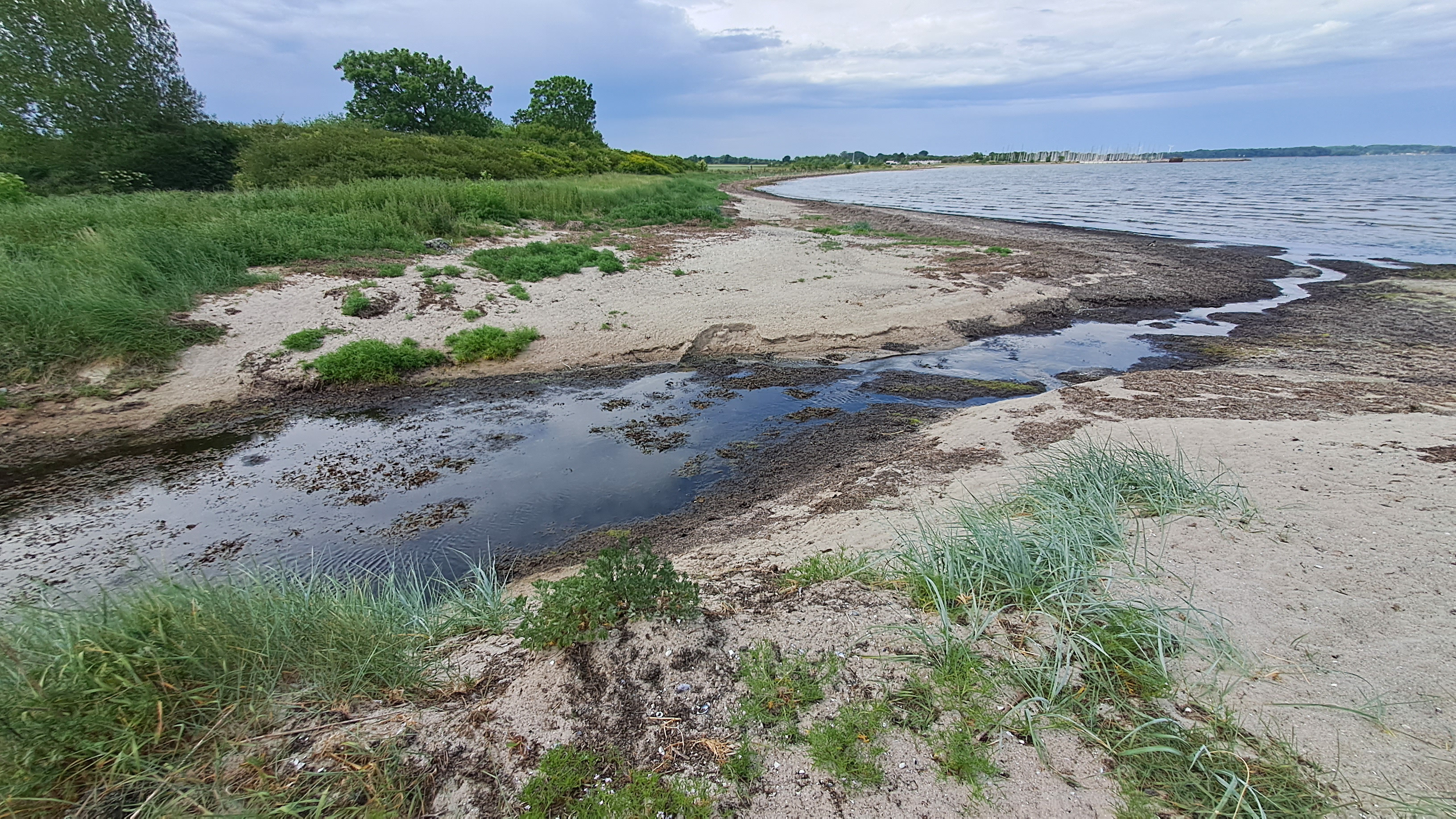
Mündung der Lehbekerau in die Ostsee